# George Snell
George Davis Snell (Bradford, 19 dicembre 1903 – 6 giugno 1996) è stato un biologo e zoologo statunitense, premio Nobel per la medicina nel 1980, insieme al marocchino Baruj Benacerraf e al francese Jean Dausset, per la scoperta del complesso maggiore di istocompatibilità.